# Tarzán y su compañera
Tarzán y su compañera (Tarzan and His Mate) es una película en blanco y negro de 1934, dirigida por Cedric Gibbons y con Johnny Weissmüller en el papel principal, basada en el personaje de Tarzán. El guion fue escrito por James Kevin McGuinness a partir de la adaptación de Howard Emmett Rogers de la novela Tarzán de los monos, de Edgar Rice Burroughs. El reparto estuvo integrado por Johnny Weissmüller, Maureen O'Sullivan, Neil Hamilton, Paul Cavanagh, Forrester Harvey y Nathan Curry. 
La cinta fue rodada en diversos lugares de California, y es aclamada como la mejor película de Weissmüller en el papel de Tarzán y uno de los pocos refritos de Hollywood que superan a la historia original, hasta el punto de que en el 2003 la Biblioteca del Congreso de Estados Unidos consideró esta película como una de las obras que son cultural, histórica o estéticamente significativa y la escogió para su conservación en el Registro Nacional de Cine.

## Argumento
Tarzán y Jane Parker viven juntos en la selva. Harry Holt y su socio Martin Arlington se reúnen con ellos con la intención de tomar el marfil de un cementerio de elefantes usando a Tarzán como guía. Holt trata de convencer a Jane, quien estuvo con él en su primer viaje a la selva, para que vuelva con él y disfrute de las ventajas de la civilización, como la ropa y los aparatos modernos, pero ella responde que prefiere quedarse con Tarzán.
Cuando Tarzán se entera de que los dos hombres quieren saquear el cementerio de los elefantes, no quiere tomar parte en ello, así que Martin dispara a un elefante para que les sirva de guía buscando el cementerio por instinto. 
La intervención de Jane evita que Tarzán mate a Martin, pero el intento de éste de llevarse el marfil se ve frustrado cuando Tarzán aparece con una manada de elefantes. Martin finge arrepentimiento y se compromete a marcharse al día siguiente sin el marfil.
A la mañana siguiente, Martin intenta matar a Tarzán. Creyéndolo muerto, Jane accede a volver a la civilización. Mientras tanto, Chita y sus amigos simios cuidan a Tarzán hasta que sana. 
Los buscadores de marfil son atacados por los hombres-león, que convocan a los leones para que los maten, y eso hacen los leones con Martin y Holt, y Jane puede correr la misma suerte, pero Tarzán y un ejército de monos y elefantes llegan a tiempo para derrotar a los hombres-león y a los leones, y después devuelven el marfil al cementerio de elefantes

## Reparto
- Johnny Weissmüller como Tarzán.
- Maureen O'Sullivan como Jane Parker.
- Neil Hamilton como Harry Holt.
- Paul Cavanagh como Martin Arlington.
- Forrester Harvey como Beamish.
- Nathan Curry como Saidi.[1]

## Producción
Para la escena del baño en el río, se hizo rodaje de Jane desde completamente vestida hasta desnuda del todo. Dice el historiador de cine Rudy Behlmer: 

Según indican los datos, se acabaron empleando durante el lanzamiento inicial de la película tres versiones de la secuencia, dependiendo del lugar de exhibición: una, con el vestido-taparrabos selvático; otra, con el pecho descubierto; y otra más, desnuda.

Maureen O'Sullivan no interpretó a Jane buceando desnuda, sino que fue doblada por la nadadora olímpica Josephine McKim, que había competido en los Juegos Olímpicos de 1928 junto a Johnny Weissmüller. En 1986, una versión con Jane nadando desnuda fue restaurada por Turner Entertainment para su lanzamiento en vídeo. Esa escena había sido rodada en el lago Sherwood (California).
Como en otras películas de Tarzan con Weissmüller, los elefantes que se empleaban eran asiáticos en lugar de africanos.  Grandes orejas y colmillos fueron fijados a los de los ejemplares para hacer que parecieran elefantes africanos.
Tarzán - por primera vez en el cine - cabalga un rinoceronte en una de las escenas. El rinoceronte, Mary, fue traído del Zoológico Hagenbeck, de Hamburgo (Alemania). Weissmuller hizo la monta en persona, y solamente sufrió rasguños menores en las zonas delicadas por la aspereza de la piel del animal.